# Апостол Соколов
Апостол Златков Соколов – Поцо е български футболист, вратар. Възпитаник на „България“ (София), той играе 6 сезона в „Левски“ между 1939 до 1949 г., с прекъсвания. По професия е телеграфист и преминава в тогавашния пощенски спортен клуб „Княз Кирил“ (Този отбор впоследствие е прекръстен на „Пощенски спортен клуб“ и през 1945 г. е обединен с „Левски“ под името „ПСК Левски“).
Апостол Соколов участва в 57 шампионатни мача, 33 мача за Купата на България (Царската купа и Купата на Съветската армия), 9 международни и над 20 други срещи. Шампион на България през 1946, 1947 и 1949 и носител на националната купа през същите години. За А националния тим е играл 15 мача, а за Б националния тим – 1 мач. Той е първият български вратар, който започва да играе извън наказателното поле. Отличава се с блестящ рефлекс и пласиране. От 1950 до 1953 г. играе за „Спартак“ (София), впоследствие преминава в пловдивския „Спартак“.
Баща е на друг известен български национален футболист от „Левски“ – Георги Соколов.